# Beverly Bowes-Hackney
Beverly Bowes-Hackney (* 9. September 1965 als Beverly Bowes) ist eine ehemalige US-amerikanische Tennisspielerin.

## Karriere
Zwischen 1983 und 1993 nahm sie an Grand-Slam-Turnieren teil. Ihr bestes Abschneiden im Einzel war das Erreichen der dritten Runde bei den US Open 1986 und Australian Open 1987. Auf der WTA Tour erreichte sie je ein Finale im Einzel und Doppel, die sie aber beide verlor.

## Persönliches
Sie ist mit Holt Hackney verheiratet und hat zwei Kinder. Im Jahr 2000 hat sie einen Bachelor in Bewegungswissenschaften an der University of Texas gemacht.

## Finalteilnahmen

### Einzel
| Nr. | Datum            | Turnier   | Kategorie  | Belag             | Turniersiegerin | Ergebnis |
| --- | ---------------- | --------- | ---------- | ----------------- | --------------- | -------- |
| 1.  | 23. Oktober 1988 | Nashville | WTA Tier V | Hartplatz (Halle) | Susan Sloane    | 3:6, 2:6 |

### Doppel
| Nr. | Datum | Turnier      | Kategorie | Belag             | Partnerin | Siegerinnen                  | Ergebnis |
| --- | ----- | ------------ | --------- | ----------------- | --------- | ---------------------------- | -------- |
| 1.  | 1987  | Indianapolis | WTA       | Hartplatz (Halle) | Hu Na     | Jenny Byrne Michelle Jaggard | 2:6, 3:6 |